# Хит, Перси
Перси Хит (англ. Percy Heath; 30 апреля 1923, Уилмингтон, Северная Каролина — 28 апреля 2005, Саутгемптон, Нью-Йорк) — американский джазовый контрабасист, известный прежде всего как бессменный участник джазового квартета Modern Jazz Quartet. Также работал с Майлзом Дэвисом, Диззи Гиллеспи, Чарли Паркером, Уэсом Монтгомери, Телониусом Монком и многими другими джазовыми музыкантами. Брат саксофониста Джимми Хита и барабанщика Альберта Хита, с которыми Перси Хит сформировал группу Heath Brothers в 1975 году.

## Биография
Родился 30 апреля 1923 года в Уилмингтоне, Северная Каролина. Детство провёл в Филадельфии. Интерес к музыке проявился в раннем детстве, его отец играл на кларнете, а мать пела в церковном хоре, в связи с чем Хит начал играть на скрипке и петь в возрасте восьми лет.
Занятия музыкой пришлось прекратить в 1944 году, в связи с призывом в армию. Служил в ВВС США в 1944—1946 годах, в боях Второй мировой войны не участвовал.
Вернувшись из армии, возобновил занятия музыкой. Решив освоить игру на контрабасе, Хит поступает в музыкальную школу Граноффа в Филадельфии. Вскоре Перси Хит играл в городских джаз-клубах и быстро привлёк к себе внимание ведущих джазовых музыкантов тех лет. В 1948 году принял участие в записи альбома Милта Джексона в составе секстета Говарда МакГи. Переехав в Нью-Йорк в конце 1940-х годов, Перси обратил на себя внимание самого Диззи Гиллеспи, и тот пригласил его играть в своем ансамбле. Примерно в это же время он также был участником группы трубача Джо Морриса.
В этот период участники биг-бэнда Гиллеспи: пианист Джон Льюис, барабанщик Кенни Кларк, вибрафонист Милт Джексон и басист Рэй Браун решили сформировать свою собственную группу, которая в конечном итоге стала известна как Modern Jazz Quartet. В 1952 году Рэй Браун покинул группу, чтобы присоединиться к группе своей супруги Эллы Фицджеральд, и на его место был приглашён Перси Хит. В 1955 году Конни Кей заменил Кенни Кларка, который решил покинуть коллектив, в результате сформировался классический состав квартета. Коллектив объявил о своём распаде в 1974 году, однако был вновь собран в 1981 году и просуществовал до 1997 года.
В период бездействия Modern Jazz Quartet, в 1975 году Перси Хит и его братья вместе с пианистом Стэнли Коуэллом сформировали группу Heath Brothers. В этом коллективе Хит иногда играл не только на контрабасе, но и на виолончели.
Помимо деятельности в Heath Brothers и в Modern Jazz Quartet, на протяжении всей карьеры принимал участие в записи альбомов и выступал с концертами со многими джазовыми музыкантами.
В 1989 году получил степень почётного доктора музыки в музыкальном колледже Беркли.
В 2003 году, в возрасте 80 лет, Хит выпустил свой первый альбом A Love Song в качестве лидера на лейбле Daddy Jazz.
28 апреля 2005 года Перси Хит умер за два дня до своего 82-летия от рака костей, в Саутгемптоне, штат Нью-Йорк.

## Память
27 мая 2006 года в Монток-Пойнт, в память о музыканте была установлена мемориальная доска.